# Consolida regalis

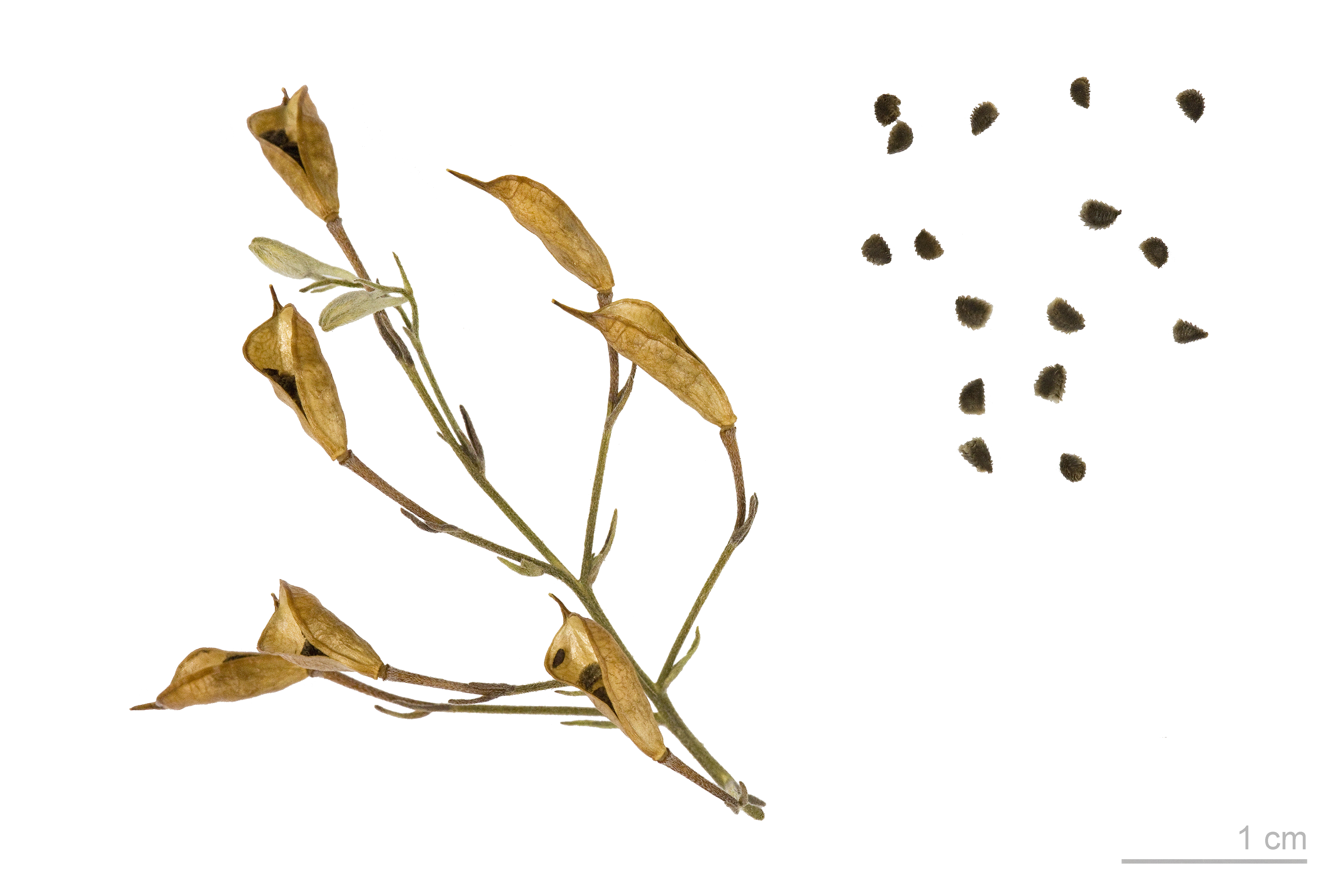
Consolida regalis

Consolida regalis  es una especie de la familia de las ranunculáceas.

## Caracteres
Muy ramosa, anual de hasta 50 cm, flores con pétalos extendidos y espuela sobresaliente hacia atrás larga y delgada, de hasta 2,5 cm de largo. Hojas divididas en muchos segmentos lineales estrechos; brácteas bajo las flores lineales, más cortas que los tallos florales; 1 carpelo. Florece desde finales de primavera y a lo largo del verano. Mala hierba.

## Hábitat
Tierras baldías.

## Distribución
Gran parte de Europa, excepto Gran Bretaña, Irlanda e Islandia; tal vez Portugal.

## Propiedades
Las flores tienen propiedades como diurético, vermífugo, astringente.
Las hojas tienen propiedades como astringente, hemostático.
Las semillas tienen propiedades como narcótico, antiespasmódico, insecticida y parasiticida.
Es usada en la terapia floral californiana como (D.nuttallianum).
Contiene alcaloides diterpénicos.

## Taxonomía
Consolida regalis fue descrita por Samuel Frederick Gray y publicado en A Natural Arrangement of British Plants 2: 711, en el año 1821.
Etimología
Ver: Consolida
regalis: epíteto latino que significa "real".
Sinonimia
- Consolida arvensis Opiz
- Consolida arvensis var. mollis (Lipsky ex N.Busch) Grossh.
- Consolida regalis var. glanduligera (Peterm.) Starm.
- Consolida regalis var. mollis (Lipsky ex N.Busch) Luferov
- Consolida regalis var. sparsiflora (Vis.) Starm.
- Consolida segetum Gray
- Delphinium consolida L.	basónimo
- Delphinium consolida var. glanduligera Peterm.
- Delphinium consolida f. mollis Lipsky ex N.Busch
- Delphinium consolida var. sparsiflora Vis.
- Delphinium diffusum Stokes
- Delphinium monophyllum Gilib.
- Delphinium segetum Lam.
- Delphinium versicolor Salisb[5]

## Nombres comunes
- Castellano: consuelda real, espuela de caballero.[6]